# Jean Bachelet
Jean René Bachelet (* 8. Oktober 1894 in Azans, Département Jura; † 26. Februar 1977 in Cannes) war ein französischer Kameramann.

## Leben
Bachelet hatte von 1912 bis 1914 in Russland als Wochenschaukameramann für die Filmgesellschaft Gaumont gearbeitet. Bei Kriegsausbruch kehrte er nach Frankreich zurück, wo er 1923 als Chefkameramann Spielfilme zu fotografieren begann. Von dem folgenden Jahr an bis zum Ausbruch des Zweiten Weltkriegs pflegte Bachelet eine insgesamt 15 Jahre währende, unregelmäßige Zusammenarbeit mit Jean Renoir, für den er bei zehn Filmen die Kamera führte. Neben einer Reihe von Nebenwerken fotografierte er auch meisterliche Renoir-Inszenierungen wie Nana und Die Spielregel.
Darüber hinaus war Bachelet regelmäßiger Mitarbeiter bei den Filmen Sacha Guitrys, für dessen Inszenierungen er auch nach 1945 hinter der Kamera stand. Mitte der 50er Jahre zog sich Bachelet vom Film weitgehend zurück und ließ sich in Südfrankreich nieder.

## Filmografie
| - 1923: Mandrin - 1924: La fille de l'eau - 1924: Cathérine - 1924: Romanetti - 1925: L'homme des Baléares - 1926: Nana - 1927: Charleston (Kurzfilm) - 1927: Marquitta - 1928: Das kleine Mädchen mit den Schwefelhölzern (La petite marchande d’allumettes) - 1928: Der Drückeberger (Tire-au-flanc) - 1929: Le collier de la reine - 1930: L'Arlésienne - 1930: La p'tite Lise - 1931: Zwei in einem Auto (auch franz. Vers.: Paris-Méditerranée) - 1932: Hochzeitsreise zu dritt (auch franz. Vers.: Voyage de noces) - 1932: Großstadtnacht (auch franz. Vers.: Mirages de Paris) - 1933: Fräulein Josette – meine Frau (Mademoiselle Josette, ma femme) - 1933: Crainquebille - 1933: Madame Bovary - 1934: Heimatlos (Sans famille) - 1934: Chansons de Paris - 1934: Le rosaire - 1935: Pasteur - 1935: Schlafwagen Paris-Toulon (Fanfares d'amour) - 1935: Bonne chance - 1935: Das Verbrechen des Herrn Lange (Le Crime de Monsieur Lange) - 1936: Nachtasyl (Les Bas-fonds) - 1936: Taras Bulba (Tarass Boulba) - 1936: Nitchévo - 1936: Mister Flow - 1937: Boissière - 1937: Désiré - 1937: La glu | - 1938: Monsieur Coccinelle - 1938: Die Straße der Liebe (Remontons les Champs-Elysées) - 1938: Place de la Concorde - 1939: Die Spielregel (La règle du jeu) - 1939: Elégances - 1940: Fausse alerte - 1941: Rasselbande (Nous les gosses) - 1941: Le destin fabuleux de Désirée Clary - 1942: L'appel du bled - 1942: Le grand combat - 1942: Retour de flamme - 1943: Le soleil de minuit - 1943: Le malibran - 1943: Engel der Nacht (L'ange de la nuit) - 1945: Raboliot - 1945: Cyrano de Bergerac - 1946: L'assassin n'est pas coupable - 1946: Amours, délices et orgues - 1947: Brigade criminelle - 1947: Bichon - 1948: Le bal des pompiers - 1948: Ces dames aux chapeaux verts - 1949: Tire au flanc - 1950: Ils ont 20 ans - 1951: Die schmutzigen Hände (Les mains sales) - 1951: Das Scheusal (La poison) - 1952: L'amour toujours l'amour - 1952: La vie d'un honnête homme - 1953: Boum sur Paris - 1954: Sur le banc - 1954: Das Wunder von Lourdes (Lourdes et ses miracles, Dokumentarfilm) - 1955: Die Straße der geschminkten Lippen (La rue des bouches peintes) - 1958: Les rates (Kurzfilm) |